# Sinehija
Sinehija je izraz koji u medicini označava priraslicu (adheziju), obično se 
koristi u vezi šarenice oka, ali može biti povezan i s maternicom.
Sinehija je stanje oka kod kojeg šarenica srašta ili s rožnicom 
(prednja sinehija) ili s lećom (stražnja sinehija). Sinehiju može uzrokovati trauma oka ili iritis (upala šarenice), što može dovesti do određenih tipova glaukoma. Katkad je vidljiva pažljivim pregledom, ali puno jednostavnije oftalmoskopom ili procjepnom svjetiljkom.
|  | Molimo pročitajte upozorenje o korištenju medicinskih informacija. Ne provodite liječenje bez savjetovanja s liječnikom! |